# Frederic Marlett Bell-Smith
Frederic Marlett Bell-Smith (également connu sous le nom de FM Bell-Smith) (26 septembre 1846 - 23 juin 1923) est un peintre paysagiste canadien connu pour ses œuvres des montagnes Rocheuses et de la chaîne Selkirk, du Québec et du Maine.

## Biographie
Bell-Smith émigre d'Angleterre au Canada en 1866. Il étudie la peinture en Angleterre à la South Kensington School of Art et travaille comme artiste et photographe à Montréal jusqu'en 1871, date à laquelle il s'installe à Toronto. Au cours des années 1870 et 1880, il dessine, peint et donne des cours d'art à Toronto, à Hamilton et à London, en Ontario . Il se rend à Paris pour étudier à l'Académie Colarossi en 1896. Il épouse en 1871 à l'église méthodiste de Mountain Street à Montréal Annie Myra Dyde.

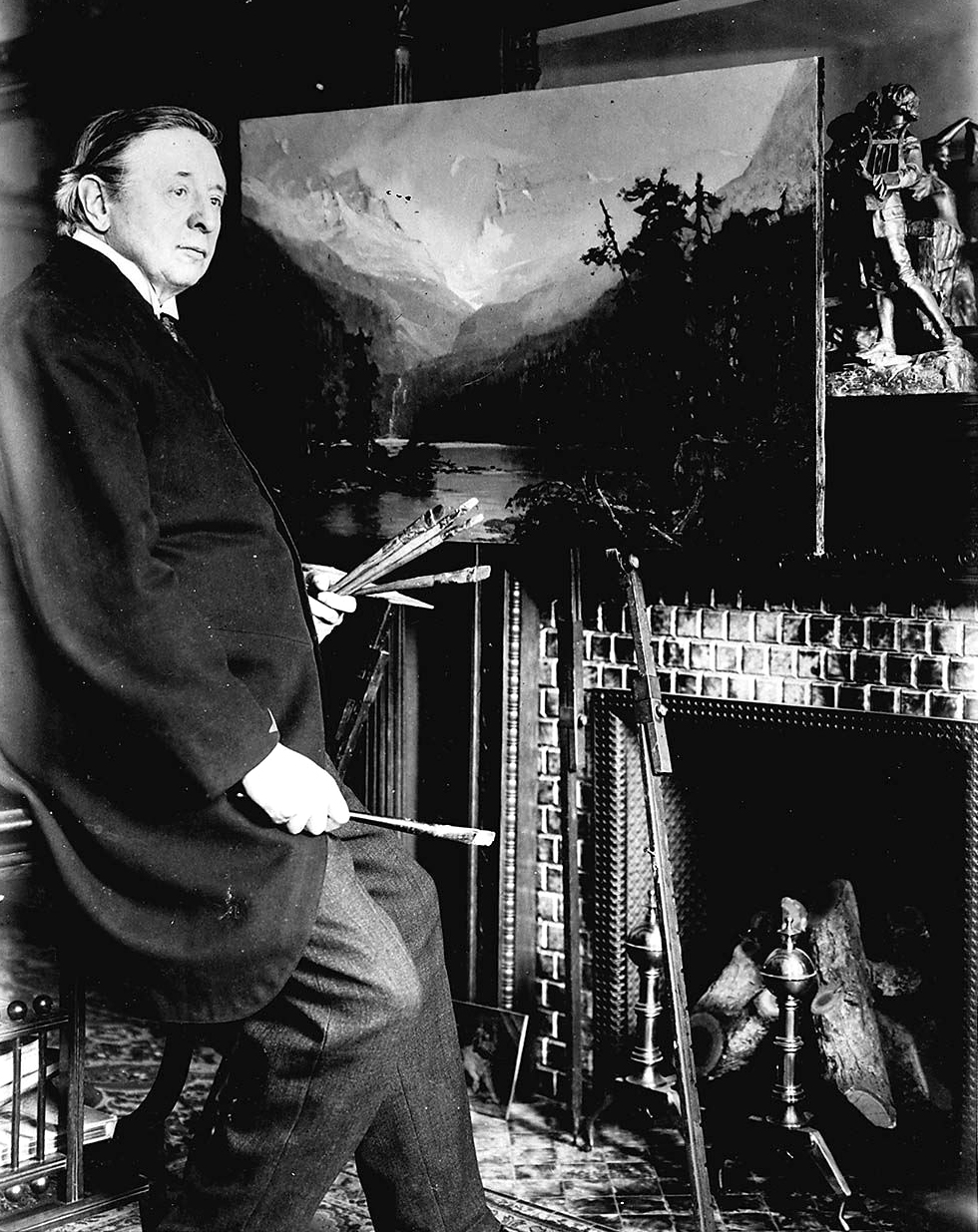
Bell-Smith peignant Lake Louise (du nom de la princesse Louise), v. 1908

En 1886, Bell-Smith saisit l'occasion de peindre les Rocheuses canadiennes lorsque le vice-président du Chemin de fer Canadien Pacifique (CFCP), William Cornelius Van Horne, offre des laissez-passer gratuits à plusieurs artistes afin qu'ils dessinent et peignent des vues de l'Ouest canadien. Le CFCP souhaite des œuvres artistiques qui vont accroître l'intérêt du public pour les voyages transcontinentaux. Les peintures stylistiquement conservatrices de Bell-Smith sont populaires dans l'est du Canada et en Grande-Bretagne, et il retourne fréquemment dans l'ouest pour travailler. Il apprécie particulièrement la splendeur naturelle de la région du lac Louise et, au tournant du siècle, il effectue des voyages annuels vers l'ouest.
Ces expériences permettent à Bell-Smith de plaider en faveur d'une école d'art canadienne qui a un caractère unique en lien avec l'utilisation du paysage canadien comme matière. Des artistes ultérieurs, dont Tom Thomson, Emily Carr et le Groupe des Sept, ont contribué à cette focalisation sur l'environnement naturel du Canada dans l'art.
Bell-Smith créé également de nombreuses peintures de l'est du Canada et de la Grande-Bretagne vers la fin de l'époque victorienne et édouardienne. L'une de ses peintures les plus célèbres et les plus ludiques est Lights of a City Street, qui représente l'intersection des rues Yonge et King à Toronto en 1894. Bell-Smith se représente dans le tableau comme l'homme qui achète un journal, son fils est l'homme qui lève son chapeau et le policier est Bill Redford, l'agent en poste au coin de la rue.

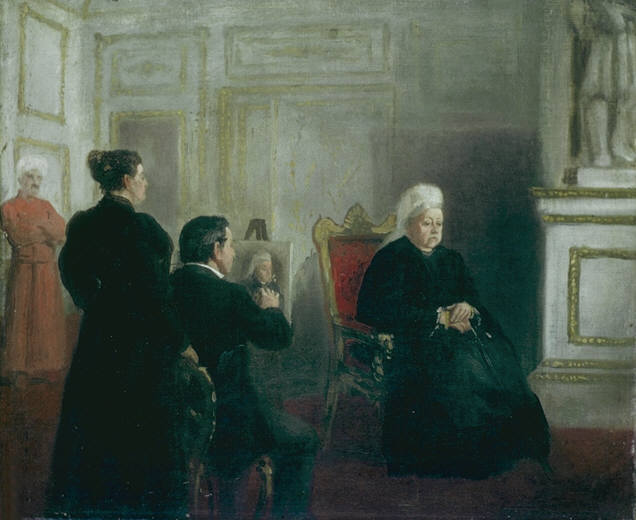
L'artiste peignant la reine Victoria, 1895

Dans le cadre d'une série de peintures liées à la mort du premier ministre Sir John Thompson en 1894, Bell-Smith réussit à négocier une séance avec la reine Victoria, qui normalement n'aime pas que son portrait soit pris par qui que ce soit à part quelques portraitistes sélectionnés. Selon Bell-Smith, il suit le conseil d'un sénateur canadien d'approcher Lord Clinton et Hafiz Abdul Karim au sujet d'une séance avec la reine, mais reçoit des réponses décourageantes des deux hommes. Bell-Smith obtient finalement  des séances avec les princesses Beatrice et Louise, cette dernière étant mariée au duc d'Argyll, qui est un ancien gouverneur général du Canada et l'avocat de Bell-Smith. Les princesses utilisent leur influence pour persuader la reine de siéger pour Bell-Smith. La séance cordiale dure plus d'une heure, au cours de laquelle la reine Victoria permet à Bell-Smith de la positionner comme il le souhaite. La princesse Louise, elle-même artiste, a offre des conseils à Bell-Smith. La reine a également parlé (principalement en allemand) à ses filles et à d'autres préposés de ses petits-enfants. A la fin de la séance, la Reine approuve les travaux de Bell-Smith. Cet épisode anecdotique démontre l'influence et la popularité de Bell-Smith en Grande-Bretagne. En effet, Bell-Smith envisage de déménager en Grande-Bretagne dans les années 1890. Cependant, il décide de partager son temps entre le Canada et l'Europe, et continue à peindre jusqu'à sa mort.
Il devient membre de l'Académie royale des arts du Canada en 1886. Il est aussi membre de la Society of Canadian Artists (1867) qui l'aide à fonder; l'Ontario Society of Artists (1872), dont il est nommé président (1905-1908); la Royal British Colonial Society of Artists (1908); le Palette Club, Montréal (1892); et la New Water Color Society, Toronto (1900).
Bell est mort le 23 juin 1923 à Toronto, des suite d'une chute dans le sous-sol de son domicile de toronto en mai de la même année. En 1928, son sa peinture représentant le mont Hurd fut utilisé sur un timbre canadien de 10 cents.